# Tyler Oakley
Tyler Oakley (né Mathew Tyler Oakley, le 22 mars 1989, à Jackson, dans l'État du Michigan) est un youtubeur américain, humoriste, auteur, postant régulièrement du contenu sur des sujets variés, allant de la cause LGBT à la pop culture, souvent avec une approche empreinte d'humour. Ouvertement homosexuel, il a activement contribué à accroître la visibilité de la culture et de la communauté LGBT. Le journal The Advocate l'a notamment décrit comme étant potentiellement « la première personne homosexuelle qu'un certain nombre de personnes pourraient rencontrer ». Selon un classement établi par Mojo.com, il occuperait la troisième place en tant que personnalité influente dans le domaine des vlogs lifestyle sur YouTube.
Tyler Oakley exerce une influence significative sur YouTube,. Il a notamment réalisé des interviews de personnalités telles que Barack Obama, et a partagé une vidéo lors d'une rencontre avec la première dame des États-Unis, Michelle Obama, au cours de laquelle ils ont débattu de l'éducation aux États-Unis. En effet, Tyler Oakley est un fervent défenseur des droits des jeunes LGBT, s'engageant activement en faveur de la cause LGBT et militant pour la santé, l'éducation, ainsi que la prévention du suicide chez les jeunes de la communauté LGBT.

## Historique de ses activités sur les médias numériques

### Sur YouTube
Tyler Oakley a découvert YouTube alors qu'il étudiait à l'université d'État du Michigan, commençant à poster ses vidéos en 2007. Ainsi, sa première vidéo, Raindrops, comptabilise 300 000 vues sur YouTube en août 2015. Il postera ainsi plus de 370 vidéos, cumulant plus de 525 millions de vues, et plus de 7 750 000 abonnés, en date du 5 décembre 2015.
Il fut membre de la chaîne collaborative 5AwesomeGays durant trois ans, période durant laquelle il postera une vidéo tous les jeudis.
Tyler Oakley a soutenu dans une de ses vidéos The Trevor Project, une organisation qui combat le suicide des jeunes LGBT. Sa vidéo a été postée sur la première page de YouTube.
De mars 2013 au 31 octobre 2013, il co-présenta l'émission hebdomadaire Top That!, avec Becca Frucht, sur la chaîne PopSugar Girl's Guide.
Le 2 septembre 2014, il crée le podcast Psychobabble avec son meilleur ami Korey Kuhl. Dans le cadre de ce podcast, ils mènent des entretiens avec des personnalités notables, avec pour objectif principal d'apporter une dimension humoristique à ces discussions.

### Sur les autres réseaux sociaux
Il compte également plus de 5 millions d'abonnés sur Twitter, et plus de 6 millions sur Instagram, en décembre 2023.
Il est aussi actif sur de nombreux médias sociaux tels que Facebook, Tumblr, etc.

## Activités concrètes

### Liées à son activité sur YouTube
Tyler Oakley a fait des apparitions dans des broadcasts ainsi que sur des chaînes nationales. On a pu le voir dans le show Insider Tonight. Plus récemment, il a interviewé des célébrités en direct sur le tapis rouge lors des Kids Choice Awards de 2014.
Cette même année, il organisa une tournée de son programme Tyler Oakley's Slumber Party, où il se présentait en pyjama, interagissant avec le public. Le show aura lieu à Chicago, ainsi que dans le Michigan et d'autres grandes villes. Les billets se sont vendus rapidement, les places pour les deux premiers spectacles ayant été épuisées en l'espace de 72 heures. En 2014, il a ajouté sept autres dates à son programme, cette fois-ci sur la côte Est, et exprimé l'espoir de continuer à se produire dans 40 autres villes.
Il prendra également part au DigiTour's US Summer tour 2014, show réunissant des personnalités issues de YouTube ainsi que de Vine.
Il apparaitra aussi dans l'émission Sunday Brunch de la Channel 4 au Royaume-Uni le 1er novembre 2015.
En décembre 2015 sort le film-documentaire Snervous (contraction de Scared, effrayé, et Nervous, nerveux) revenant sur son parcours, sa tournée, dans lequel il réalise une introspection importante. On peut l'y voir rendre visite à son père biologique, avec qui ses relations sont tendues, une interview de sa mère, les coulisses de son show, etc. La première a lieu à Los Angeles, le 10 décembre 2015.

### Charité et bénévolat
Tyler Oakley supporte le Trevor Project, une organisation pour la prévention du suicide chez les jeunes LGBT, depuis 2009. Il co-présentera le gala de charité annuel de l'organisation de 2011. En 2013, il réunira 29 000 $ à l'occasion de son anniversaire qu'il offrira à l'organisation. Il réitérera l'opération en 2014, espérant réunir 150 000 $ (son nombre d'abonnés ayant largement augmenté depuis l'année passée). Il réunira au total 525 704 $. À l'occasion de cette collecte de fonds, Tyler Oakley sera honoré du Prix de l'Innovation Jeunesse décerné par le Trevor Project. Cette distinction lui sera attribuée en reconnaissance de sa contribution exceptionnelle en tant que donateur unique le plus important, ainsi que pour son rôle essentiel dans accroître la visibilité de l'organisation et promouvoir une compréhension approfondie de la cause qu'elle défend.
En 2015, il réunira cette fois 532 224 $ dans une campagne similaire. La totalité de ses dons excède désormais le million de dollars.
Il est aussi resident mentor, assistant d'enseignement, développeur et publicitaire produit à l'Université d'État du Michigan, manager en médias sociaux et communication à Chictopia, ainsi que directeur des réseaux sociaux à la Good Ideas for Good Causes.

## Son livre
En 2015, Tyler Oakley fait paraître son premier livre, collection de plusieurs essais personnels humoristiques, sous le titre de Binge (expression en anglais liée à l'excès et à l'humour), publié par les éditions Simon & Schuster.